# Готфрид фон Вирнебург
Готфрид фон Вирнебург (на немски: Gottfried von Virneburg; на латински: Gotfridus comes de Virneburg; * пр. 1187/1192; † 1204/1212) е през 13 век граф на Графство Вирнебург.

## Произход
Той е син на граф Херман II фон Вирнебург (IV) (* пр. 1157; † сл. 1192) и съпругата му, дъщеря на граф Готфрид I фон Куик и Арнсберг († сл. 1168) и Ида София фон Арнсберг († сл. 1154). Внук е на граф Херман I фон Вирнебург († 1112) и правнук на граф Бернардус фон Вирнебург († 1061). Брат е на граф Фридрих фон Вирнебург († сл. 1235), женен за Лукардис фон Кемпених.
Графовете на Вирнебург се появяват за пръв път в дкументи като свидетели през 11 век. Център на графството и резиденция на род Вирнебурги е замък Вирнебург.

## Фамилия
Готфрид фон Вирнебург има трима сина:
- Херман V фон Вирнебург (* пр. 1209; † 1254), граф на Вирнебург, женен на 27 февруари 1204 г. за графиня Луитгард фон Насау († 1222)
- Филип фон Вирнебург (* пр. 1229; † сл. 1241), граф на Вирнебург
- Фридрих фон Вирнебург († сл. 1219), каноник в Майнц